# Frank R. Hamlin
Pour les articles homonymes, voir Hamlin.
Frank R. Hamlin, né à Wolverhampton le 10 avril 1935 et mort le 1er janvier 2000, est un professeur d'université anglo-canadien, spécialiste de l'onomastique, de la philologie romane, du français et de l'occitan médiévaux ainsi que de la littérature médiévale.

## Biographie
Lors de son séjour à Montpellier, en 1957-58, année où il était lecteur d'anglais à l'Université, il a travaillé avec le professeur Charles Camproux, et a préparé sous sa direction son PhD sur le suffixe -acum dans la toponymie de l'Hérault, soutenue à Birmingham en 1959.
Anglais de naissance, il a pris la nationalité canadienne et a enseigné à partir de 1963 à l'Université de la Colombie-Britannique, où il a pris sa retraite en 1992 avec le titre de Professeur émérite. 
Frank R. Hamlin était membre de la Société Française d'Onomastique, 
Il était Chevalier de l'Ordre des Arts et des Lettres (1998). En 1983, il a reçu le Prix Albert-Dauzat.

## Œuvres
- Frank R. Hamlin et abbé André Cabrol, Les noms de lieux du département de l'Hérault : Nouveau Dictionnaire Topographique et Étymologique, 1983, XXXVI-435 p. (ISBN 2-904624-00-7, BNF 34952704, lire en ligne).
- Franck R. Hamlin, P.T. Ricketts et J. Hathawa, Introduction à l'étude de l'ancien provençal, Genève, Droz, 1967.
- Franck R. Hamlin, Ch. Camps, J.-C. Richard et E. Bonnet, Cartulaire de Gelone, Montpellier, Clerc, 1994.

Il a écrit une cinquantaine d'articles spécialisés et une soixantaine de recensions d'ouvrages, qui portent sur les domaines qui étaient les siens, l'onomastique, la philologie romane, le français et l'occitan médiévaux, la littérature médiévale. 
- Hamlin, « Bibliographie sommaire des études de toponymie aux Îles Britanniques », Revue internationale d'onomastique, nos 14-4,‎ 1962, p. 299-310 (lire en ligne, consulté le 24 mai 2021) ;
- Hamlin, « Bibliographie sommaire des études de toponymie aux Îles Britanniques (complément) », Revue internationale d'onomastique, nos 16-4,‎ 1963, p. 293-295 (lire en ligne, consulté le 24 mai 2021) ;
- Hamlin, « Les éléments français dans la toponymie anglaise », Revue internationale d'onomastique, nos 16-2,‎ 1964, p. 115-129 (lire en ligne, consulté le 24 mai 2021) ;
- Hamlin, « Le suffixe anicum en pays d’oc », Revue internationale d'onomastique, no 17̟-4,‎ 1965, p. 299-304 (lire en ligne, consulté le 24 mai 2021) ;
- Hamlin, « Bibliographie des études romanes en Amérique du Nord », Revue des Langues Romanes, no du numéro 78, 2, au numéro 83, 2,‎ 1968.
- Hamlin, « Les Noms de domaine en -anum dans le département de l'Hérault », Revue internationale d'onomastique,‎ 1971, p. 241-256 (lire en ligne, consulté le 24 mai 2021) ;
- Hamlin, « Les Noms de domaine en -anum dans le département de l'Hérault », Revue internationale d'onomastique,‎ 1972, p. 15-32, 81-97, 161-179 ;
- Hamlin, « Les Noms de domaine en -anum dans le département de l'Hérault », Revue internationale d'onomastique,‎ 1974, p. 125-133 ;
- Hamlin, « Les Noms de lieux en chante-et leur origine, à la lumière de la cartographie », Actes du XIII ' Congrès international de Linguistique et Philologie romanes, Québec,‎ 1976, p. 925-941 ;
- Hamlin, « Les Toponymes gallo-romains en -anicum dans le département de l'Hérault », Revue Internationale d Onomastique,‎ 1977, p. 3-35 ;
- Hamlin, « La Toponymie gallo-romaine de l'Hérault », Mélanges de Philologie romane offerts à Charles Camproux, Montpellier, Centre d'Etudes Occitanes,‎ 1978, p. 915-925 ;
- Hamlin, « Quelques réflexions sur la toponymie prélatine de la France », Nouvelle revue d'onomastique, nos 3-4,‎ 1984, p. 67-71 (lire en ligne, consulté le 24 mai 2021) ;
- Hamlin, « Radicaux, et suffixes hydronymiques : quelques observations », Actes des colloques de la Société française d'onomastique, no 4,‎ 1985, p. 97-107 (lire en ligne, consulté le 25 mai 2021) ;
- Hamlin, « Une particularité de l'hydronymie française : la faune aquatique manque à l'appel », Nouvelle revue d'onomastique, nos 5-8,‎ 1985, p. 99-101 (lire en ligne, consulté le 24 mai 2021) ;
- Hamlin, « Les Eléments latins dans l'hydronymie méridionale de la France », Mélanges d'Onomastique, Linguistique et Phitologie offerts à Monsieur Raymond Sindou,‎ 1986, p. 33-36 ;
- Hamlin, « Le dédoublement des noms de rivières dans la France méridionale », Nouvelle revue d'onomastique, nos 13-14,‎ 1989, p. 165-171 (lire en ligne, consulté le 25 mai 2021) ;
- Hamlin, « L'onomastique au Canada et la Société Canadienne d'Onomastique », Nouvelle revue d'onomastique, nos 13-14,‎ 1989, p. 217-219 (lire en ligne, consulté le 25 mai 2021) ;
- Hamlin, « Sur l'utilisation des formes anciennes dans les études de toponymie », Mélanges de Phiblogie et de Toponymie romanes offerts à Henri Guiter, Perpignan,‎ 1991, p. 279-289 ;
- Hamlin, « Le dédoublement des noms de rivières dans la France méridionale », Nouvelle revue d'onomastique, nos 13-14,‎ 1989, p. 165-171 (lire en ligne, consulté le 24 mai 2021) ;
- Hamlin, « L'onomastique au Canada et la Société Canadienne d'Onomastique », Nouvelle revue d'onomastique, nos 13-14,‎ 1989, p. 217-219 (lire en ligne, consulté le 24 mai 2021) ;
- Hamlin, « Les Noms des confluents entre toponymie et hydronymie », Nouvelle revue d'onomastique,‎ 1990, p. 47-54 (lire en ligne, consulté le 24 mai 2021) ;
- Hamlin et André Cabrol, « Les noms de lieux de l'Hérault : une deuxième mise à jour », Nouvelle revue d'onomastique, nos 25-26,‎ 1995, p. 165-188 (lire en ligne, consulté le 24 mai 2021) ;
- Hamlin et Joseph Gulsoy, « Montpellier en Languedoc et Montpeller en Catalogne », Nouvelle revue d'onomastique, nos 33-34,‎ 1999, p. 143-157 (lire en ligne, consulté le 24 mai 2021) ;

- Hamlin, « Bibliographie sommaire des études de toponymie aux Îles Britanniques », Revue internationale d'onomastique, nos 14-4,‎ 1962, p. 299-310 (lire en ligne, consulté le 24 mai 2021) ;
- Hamlin, « Bibliographie sommaire des études de toponymie aux Îles Britanniques (complément) », Revue internationale d'onomastique, nos 16-4,‎ 1963, p. 293-295 (lire en ligne, consulté le 24 mai 2021) ;
- Hamlin, « Les éléments français dans la toponymie anglaise », Revue internationale d'onomastique, nos 16-2,‎ 1964, p. 115-129 (lire en ligne, consulté le 24 mai 2021) ;
- Hamlin, « Le suffixe anicum en pays d’oc », Revue internationale d'onomastique, no 17̟-4,‎ 1965, p. 299-304 (lire en ligne, consulté le 24 mai 2021) ;
- Hamlin, « Bibliographie des études romanes en Amérique du Nord », Revue des Langues Romanes, no du numéro 78, 2, au numéro 83, 2,‎ 1968.
- Hamlin, « Les Noms de domaine en -anum dans le département de l'Hérault », Revue internationale d'onomastique,‎ 1971, p. 241-256 (lire en ligne, consulté le 24 mai 2021) ;
- Hamlin, « Les Noms de domaine en -anum dans le département de l'Hérault », Revue internationale d'onomastique,‎ 1972, p. 15-32, 81-97, 161-179 ;
- Hamlin, « Les Noms de domaine en -anum dans le département de l'Hérault », Revue internationale d'onomastique,‎ 1974, p. 125-133 ;
- Hamlin, « Les Noms de lieux en chante-et leur origine, à la lumière de la cartographie », Actes du XIII ' Congrès international de Linguistique et Philologie romanes, Québec,‎ 1976, p. 925-941 ;
- Hamlin, « Les Toponymes gallo-romains en -anicum dans le département de l'Hérault », Revue Internationale d Onomastique,‎ 1977, p. 3-35 ;
- Hamlin, « La Toponymie gallo-romaine de l'Hérault », Mélanges de Philologie romane offerts à Charles Camproux, Montpellier, Centre d'Etudes Occitanes,‎ 1978, p. 915-925 ;
- Hamlin, « Quelques réflexions sur la toponymie prélatine de la France », Nouvelle revue d'onomastique, nos 3-4,‎ 1984, p. 67-71 (lire en ligne, consulté le 24 mai 2021) ;
- Hamlin, « Radicaux, et suffixes hydronymiques : quelques observations », Actes des colloques de la Société française d'onomastique, no 4,‎ 1985, p. 97-107 (lire en ligne, consulté le 25 mai 2021) ;
- Hamlin, « Une particularité de l'hydronymie française : la faune aquatique manque à l'appel », Nouvelle revue d'onomastique, nos 5-8,‎ 1985, p. 99-101 (lire en ligne, consulté le 24 mai 2021) ;
- Hamlin, « Les Eléments latins dans l'hydronymie méridionale de la France », Mélanges d'Onomastique, Linguistique et Phitologie offerts à Monsieur Raymond Sindou,‎ 1986, p. 33-36 ;
- Hamlin, « Le dédoublement des noms de rivières dans la France méridionale », Nouvelle revue d'onomastique, nos 13-14,‎ 1989, p. 165-171 (lire en ligne, consulté le 25 mai 2021) ;
- Hamlin, « L'onomastique au Canada et la Société Canadienne d'Onomastique », Nouvelle revue d'onomastique, nos 13-14,‎ 1989, p. 217-219 (lire en ligne, consulté le 25 mai 2021) ;
- Hamlin et André Cabrol, « Les Noms de lieux de l'Hérault : une première mise à jour », Nouvelle revue d'onomastique, nos 7-8,‎ 1986, p. 134-138 (lire en ligne, consulté le 24 mai 2021) ;
- Hamlin, « Sur l'utilisation des formes anciennes dans les études de toponymie », Mélanges de Phiblogie et de Toponymie romanes offerts à Henri Guiter, Perpignan,‎ 1991, p. 279-289 ;
- Hamlin, « L'onomastique au Canada et la Société Canadienne d'Onomastique », Nouvelle revue d'onomastique, nos 13-14,‎ 1989, p. 217-219 (lire en ligne, consulté le 24 mai 2021) ;
- Hamlin, « Entre toponymie et hydronymie : les noms des confluents », Nouvelle revue d'onomastique, nos 15-16,‎ 1990, p. 47-54 (lire en ligne, consulté le 24 mai 2021) ;
- Hamlin, « Les Noms des confluents entre toponymie et hydronymie », Nouvelle revue d'onomastique,‎ 1990, p. 47-54 (lire en ligne, consulté le 24 mai 2021) ;
- Hamlin et André Cabrol, « Les noms de lieux de l'Hérault : une deuxième mise à jour », Nouvelle revue d'onomastique, nos 25-26,‎ 1995, p. 165-188 (lire en ligne, consulté le 24 mai 2021) ;
- Hamlin et Joseph Gulsoy, « Montpellier en Languedoc et Montpeller en Catalogne », Nouvelle revue d'onomastique, nos 33-34,‎ 1999, p. 143-157 (lire en ligne, consulté le 24 mai 2021) ;